# NGC 1292
NGC 1292 is een spiraalvormig sterrenstelsel in het sterrenbeeld Oven. Het hemelobject werd in 1826 ontdekt door de Amerikaanse astronoom Edward Emerson Barnard.

## Synoniemen
- PGC 12285
- ESO 418-1
- MCG 5-8-26
- IRAS 03161-2747